# Kozłek górski
Kozłek górski (Valeriana montana L.) – gatunek rośliny z rodziny kozłkowatych (Valerianaceae Batsch). Występuje naturalnie na Przedgórzu Alpejskim oraz w Północnych Alpach Wapiennych.

## Morfologia
PokrójBylina dorastająca do 20–60 cm wysokości. Łodyga jest wzniesiona, pusta w środku, gęsto owłosiona jedynie pod węzłami.
LiścieLiście odziomkowe mają jajowaty kształt zwężający się u nasady. Mają do 2–6 cm długości. Osadzone są na długich ogonkach liściowych. Pokryte są krótkim owłosieniem. Brzegi liści są całobrzegie lub ząbkowane. Liście łodygowe są naprzeciwległe. Brzegi liści są całobrzegie lub ząbkowane. Osadzone są na krótkich ogonkach liściowych.
KwiatyWystępują licznie. Rozwijają się na szczytach pędów. Zebrane są w kwiatostany o kształcie półkulistego baldachimu. Pojedynczy kwiat ma średnicę zaledwie 3–5 mm. Złożony jest z do połowy zrośniętych płatków. Płatki mają najczęściej różową barwę – rzadko bywają prawie białe.
OwoceOrzeszki osadzone w działkach kielicha.
Gatunki podobnePodobny jest kozłek lekarski (Valeriana officinalis), który odróżnia się nieparzystopierzastymi liśćmi z licznymi listkami. Osiąga też większe rozmiary – dorasta do 1,5 m wysokości. Rośnie w Alpach do granicy lasu. Ponadto kozłek górski w odróżnieniu od kozłka lekarskiego nie jest rośliną leczniczą.

## Biologia i ekologia
Kwitnie od kwietnia do sierpnia. Występuje na piargach oraz w lasach. Preferuje wyłącznie wapienne podłoże, bogate w próchnicę. Występuje na wysokości od 500 do 2000 m n.p.m.